# Dusičnan rtuťnatý
Dusičnan rtuťnatý je toxická, bezbarvá nebo bílá sůl rtuti a kyseliny dusičné, rozpustná ve vodě, s chemickým vzorcem Hg(NO3)2.

## Výroba
Roztoky dusičnanu rtuťnatého lze připravit reakcí elementární rtuti s horkou koncentrovanou kyselinou dusičnou. Aby se zabránilo vysrážení produktů hydrolýzy, musí být roztok udržován kyselý.
{\displaystyle {\ce {3Hg\ + 8HNO3 -> 3Hg(NO3)2\ + 2NO\ + 4H2O}}}
Lze jej také připravit reakcí dusičnanu rtuťného s kyselinou dusičnou.
{\displaystyle {\ce {Hg2(NO3)2 + 4HNO3 -> 2Hg(NO3)2 + 2NO2 + 2H2O}}}

## Vlastnosti
Dusičnan rtuťnatý tvoří bílé krystaly s teplotou tání 79 °C. Obvykle je dostupný jako monohydrát. Kromě toho existuje také oktahydrát a hemihydrát. Reaguje s neutrálními roztoky chloritanů za vzniku chloritanu rtuťnatého.

## Využití
Dusičnan rtuťnatý se dříve používal při výrobě plstěných klobouků a pro ošetření kožešin. Byl často vypouštěn do životního prostředí prostřednictvím odpadních vod z procesů praní. Vzhledem k vysoké toxicitě a vlivu na životní prostředí se pro tyto účely již nepoužívá. Také se dříve používal jako insekticid.
Dnes se používá na přípravu jiných sloučenin rtuti.

## Bezpečnost
Jako každá ve vodě rozpustná sůl rtuti se dusičnan rtuťnatý při požití rychle absorbuje, a proto je klasifikován jako velmi toxický. I v případě malého kontaktu, vdechování prachu nebo kontaktu s kůží je nutná lékařská pomoc.
Dusičnan rtuťnatý je velmi škodlivý pro biologickou rovnováhu ve vodě. Proto se nesmí dostat do životního prostředí.
Jako mnoho anorganických dusičnanů je dusičnan rtuťnatý oxidačním činidlem. Může proto reagovat prudce nebo dokonce výbušně při styku s hořlavinami, organickými látkami, například uhlovodíky, alkoholem, ale také s redukčními činidly.